# Allan Clarke (Musiker)

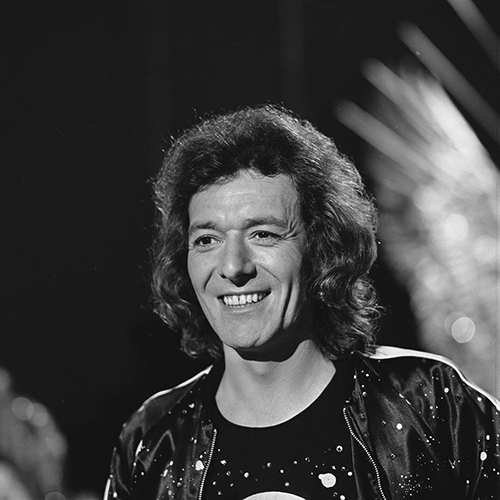
Allan Clarke in der niederländischen Fernsehshow AVRO’s Top Pop, 1974

Harold Allan Clarke (* 5. April 1942 in Salford, England) ist Gründungsmitglied und Leadsänger der 1962 in Manchester gegründeten Pop-Band The Hollies. 2010 wurde er in die Rock and Roll Hall of Fame aufgenommen.

## Werdegang
Allan Clarke und sein Jugendfreund Graham Nash hatten schon zusammen Musik gemacht, als sie in Manchester zur Schule gingen. Nachdem sie in den 1950er und frühen 1960er Jahren in verschiedenen Formationen gespielt hatten, gründeten sie im Dezember 1962 The Hollies.

### The Hollies (1962 – 1971)
Neben Clarke und Nash bestand die Gruppe anfangs aus dem Lead-Gitarristen Victor Farrell, genannt Vic Steele, dem Bassisten Eric Haydock und dem Schlagzeuger Don Rathbone. Kurze Zeit später wurde Steele ersetzt durch Tony Hicks, 1963 kam Bobby Elliott als Schlagzeuger für Rathbone.
Clarke war der Leadsänger der Hollies, deren Markenzeichen ein mehrstimmiger Harmoniegesang war. Er spielte aber gelegentlich auch Gitarre und Mundharmonika. Ihre Eigenkompositionen wurden meist von Clarke, Nash und Hicks geschrieben, zunächst unter dem Pseudonym L. Ransford, später als Clarke-Nash-Hicks. 1966 unterstützte Clarke mit seinen Kollegen die Aufnahme des Albums Two Yanks in England der Everly Brothers, das zum großen Teil aus Cover-Versionen von Songs der Hollies bestand, die Clarke mitgeschrieben hatte.
Das Team Clarke-Nash-Hicks komponierten die Alben For Certain Because (1966), Evolution (1967) und Butterfly (1967), wobei auch von Clarke allein geschriebene Songs wie Lullaby To Tim (seinem Sohn gewidmet, aber von Nash gesungen), Heading for a Fall, Water on the Brain und Would You Believe? unter dem Teamnamen erschienen. Daneben hat Clarke auch Stücke zusammen mit Nash geschrieben, darunter Try It, Wishyouawish, Tomorrow When it Comes, Jennifer Eccles und Wings.
Wegen Differenzen über die musikalische Ausrichtung verließ Graham Nash die Hollies im Jahr 1968 und schloss sich mit David Crosby und Stephen Stills zusammen zum Folk-Rock-Trio Crosby, Stills and Nash (später stieß auch Neil Young dazu). Als Ersatz kam Terry Sylvester von den Swinging Blue Jeans zu den Hollies.
Durch Nashs Weggang bekam Clarke ab 1968 mehr die Rolle eines Frontmanns der Hollies. Er war der einzige Leadsänger auf dem Album Hollies Sing Dylan, das 1969 den 3. Platz der UK-Album-Charts erreichte. Bei den von ihm geschriebenen Stücken My Life Is Over With You, Goodbye Tomorrow, Not That Way at All, Marigold, Mad Professor Blyth, Separated, Row the Boat Together und Hold On erschien er als alleiniger Autor. Mit dem neuen Mann Terry Sylvester schrieb er u. a. die Songs Gloria Swansong, Look at Life, I Wanna Shout, Man Without a Heart und Perfect Lady Housewife.

### Trennung von den Hollies 1971
Im Jahr 1971 musste Clarke die Hollies verlassen, weil er gegen den Willen der anderen Mitglieder ein Soloalbum aufnehmen wollte. Bei den Hollies wurde er durch den schwedischen Sänger Mikael Rickfors ersetzt.
Nach seinem Weggang hatten die Hollies mit ihrem Song Long Cool Woman in a Black Dress vom 1971er Album Distant Light, den Clarke zusammen mit Roger Cook und Roger Greenaway geschrieben hatte und bei dem er der Leadsänger war und Gitarre gespielt hatte, internationalen Erfolg – der 2. Platz in den US-Single-Charts war die höchste Platzierung, die sie in den USA je erreicht haben. Auf Tourneen der Hollies wurde der Lead-Part von Terry Sylvester gesungen.

### Solokarriere
1972 und 1973 veröffentlichte Clarke zwei Soloalben: My Real Name Is 'Arold (Epic) und Headroom (EMI).
Auch nach seiner Rückkehr zu den Hollies im Jahr 1973 veröffentlichte Clarke relativ erfolglos verschiedene Soloalben und Singles. Das Album Allan Clarke erschien 1974, zwei Jahre später I've Got Time. 1978 verließ er die Hollies wieder für kurze Zeit und nahm das Soloalbum I Wasn't Born Yesterday auf. Das 1979 in den USA herausgebrachte Album Legendary Heroes erschien ein Jahr später im UK mit veränderter Reihenfolge der Stücke unter dem Titel The Only One. Sein vorerst letztes Soloalbum Reasons to Believe erschien 1990 nur in Deutschland bei Polydor.
Daneben trat er auch als Gastmusiker auf, z. B. 1977 beim Alan Parsons Project (Album: I Robot).
Bei einem Konzert von Crosby & Nash in der Royal Albert Hall im Jahr 2011 trat Clarke als Überraschungsgast auf. Dabei sangen die beiden früheren Hollies das Stück Bus Stop.
2018 spielte er Mundharmonika bei der amerikanischen Band The Textones.
2019 brachte Allan Clarke im Alter von 77 Jahren ein neues Soloalbum Resurgence (BMG) heraus.

### The Hollies (1973 – 1999)
1973 kehrte Allan Clarke zu den Hollies zurück. In der Folgezeit nahmen sie einige weitere Alben auf. Bis 1978 schrieb Clarke die meisten Songs der Hollies.
Den letzten Chart-Erfolg mit den Hollies hatte er 1993 mit Nik Kershaws Stück The Woman in Love
Zu dem Buddy-Holly-Tribute-Album Not Fade Away (Remembering Buddy Holly) steuerte Clarke 1996 mit den Hollies und Graham Nash den Gesang zu einer neuen Version von Peggy Sue Got Married bei. Als Interpreten wurden „Buddy Holly and The Hollies“ genannt.
Teilweise aufgrund fortwährender Stimmbandprobleme zog Clarke sich 1999 aus dem Musikgeschäft zurück. Bei den Hollies wurde er zunächst durch den früheren Leadsänger der Move, Carl Wayne ersetzt, nach dessen Tod 2004 durch Peter Howarth.

## Chart-Erfolge mit The Hollies und Ehrungen
Die Hollies waren mit 30 Singles (und zwei Re-releases) in den britischen Musikcharts vertreten. Davon erreichten 17 Aufnahmen die Top 10 und zwei (I'm Alive – 1965 und He Ain't Heavy, He's My Brother – 1988-Re-Release) die Spitze.
Ihr Album The Hollies' Greatest Hits von 1967 erreichte im August 1968 den ersten Platz in den UK Albums Charts
In den USA erreichten 23 Singles die Single-Charts, davon schafften es sechs unter die Top 10.
Am 15. März 2010 wurde Clarke zusammen mit den anderen (früheren) Hollies-Mitgliedern Graham Nash, Tony Hicks, Eric Haydock, Bobby Elliott, Terry Sylvester und Bernie Calvert in die Rock and Roll Hall of Fame aufgenommen.

## Diskografie

### Solo-Alben
- My Real Name Is ’arold (1972)
- Headroom (1973)
- Allan Clarke (1974)
- I’ve Got Time (1976)
- I Wasn’t Born Yesterday (1978)
- Legendary Heroes (1979)
- The Only One (1980)
- Reasons To Believe (1990)
- Resurgence (2019)
- I´ll Never Forget (2023)